# Mose Allison
Mose John Allison Jr. (11 tháng 11 năm 1927 – 15 tháng 11 năm 2016) là một ca sĩ, nghệ sĩ dương cầm và nhạc sĩ người Mỹ. Ông nổi tiếng nhờ sự pha trộn độc đáo giữa nhạc blues và jazz đương đại, trong cả ca hát lẫn chơi dương cầm. Sau khi chuyển tới New York năm 1956, ông chủ yếu làm việc trong bối cảnh nhạc jazz cùng nhiều nhạc sĩ như Stan Getz, Al Cohn và Zoot Sims.
Ông được miêu tả là "một trong những nhạc sĩ blues xuất sắc nhất thế kỷ 20." Những bài hát của ông phụ thuộc rất nhiều vào kỹ năng gợi nên tâm trạng, với đặc tính "kỳ quặc" và nét hài hước mỉa mai nhẹ nhàng. Sáng tác của ông gây ảnh hưởng tới thể loại R&B, khiến nhiều người hâm mộ thu âm lại những bài hát của mình, trong số đó có Pete Townshend thu "A Young Man's Blues" cho album Live At Leeds (1970) của nhóm The Who. John Mayall là một trong nhiều người thể hiện lại ca khúc "Parchman Farm" và Georgie Fame sử dụng nhiều ca khúc của Allison. Những phần trình diễn khác bao gồm Leon Russell ("I'm Smashed") và Bonnie Raitt ("Everybody's Crying' Mercy"). Những năm 1990, những bản thu âm của ông trở nên nhất quán hơn. Van Morrison và Ben Sidran hợp tác với ông trong album Tell Me Something: The Songs of Mose Allison. The Pixies viết bài hát "Allison" để tri ân tới ông.
Allison gây nhiều ảnh hưởng tới những nhạc sĩ khác, như Tom Waits, Jimi Hendrix, The Yardbirds, The Rolling Stones và Pete Townshend. Ông được bổ nhiệm vào Đại lộ Danh vọng âm nhạc Long Island năm 2006.

## Thời thơ ấu
Allison sinh tại Tippo, Mississippi, trong nông trại của ông mình. Ông học dương cầm năm lên 5, chơi dương cầm trong trường ngữ pháp và trumpet ở trường trung học, rồi viết bài hát đầu tiên năm 13 tuổi.
Allison có một khoảng thời gian theo học trường Đại học Mississippi, sau đó đi nghĩa vụ theo quân đội Hoa Kỳ trong hai năm. Không lâu sau khi xuất ngũ, ông đến trường Đại học bang Louisiana, nơi ông tốt nghiệp năm 1952 với Bằng cử nhân nghệ thuật ngành Ngữ văn.

## Sự nghiệp
Năm 1956, Allison chuyển tới thành phố New York và mở ra sự nghiệp nhạc jazz, trình diễn với nhiều nghệ sĩ như Stan Getz, Gerry Mulligan, Al Cohn, Zoot Sims và Phil Woods. Album đầu tay Back Country Suite được hãng Prestige xuất bản năm 1957. Ông trình diễn với tay bass Addison Farmer và tay trống Nick Stabulas năm 1958.
Tới năm 1963, hãng thu âm mới cho phép ông phát hành album đơn ca. Mang tựa đề Mose Allison Sings, đây là tập hợp những bài hát từ các album Prestige trước đây, tri ân nhiều nghệ sĩ của Mojo Triangle: Sonny Boy Williamson ("Eyesight to the Blind"), Jimmy Rogers ("That's All Right") và Willie Dixon ("The Seventh Son"). Dù vậy, sáng tác "Parchman Farm" cũng tạo nên sự chú ý của khán giả; trong hơn 2 thập niên, "Parchman Farm" là bài hát được yêu cầu nhiều nhất của ông. Ông loại bỏ bài hát này khỏi danh sách bài hát những năm 1980, vì một vài nhà phê bình cảm thấy bài hát sai lệch về chính trị

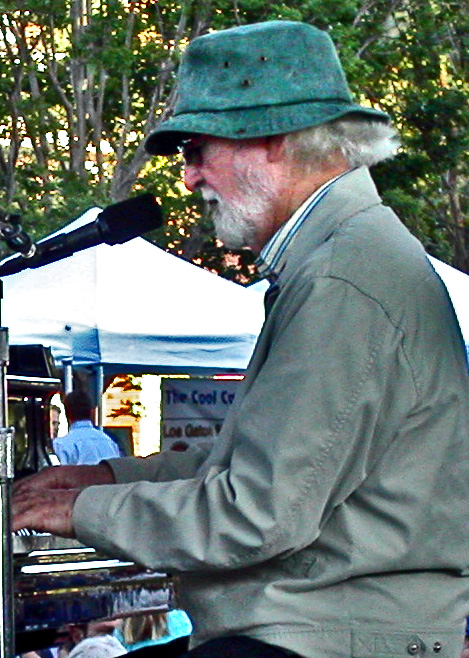
Allison năm 2007

Prestige cố quảng bá Allison như một ngôi sao nhạc pop, nhưng Columbia và Atlantic lại đưa ông hình ảnh của một nghệ sĩ nhạc blues. Vì ông hát blues, tạp chí Jet tưởng ông là nhạc sĩ da màu và muốn phỏng vấn ông. Album The Way of the World phát hành vào tháng 3 năm 2010, là album đầu tiên của ông sau 12 năm vắng bóng trong phòng thu.
Allison sáng tác khoảng 150 bài hát. Năm 2012, Allison được vinh danh ở Mississippi Blues Trail tại quê nhà Tippo. Vào ngày 14 tháng 1 năm 2013, ông được trao Jazz Master tại National Endowment for the Arts, danh hiệu cao quý nhất của dòng nhạc jazz tại Hoa Kỳ, trong một buổi lễ tại Lincoln Center, New York.

## Đời tư và qua đời
Mose kết hôn với Audre vào năm 1949. Họ sống ở Long Island và nuôi dưỡng 4 người con, bao gồm đứa con gái Amy, là một nhạc sĩ. Allison mất 4 ngày sau sinh nhật lần thứ 89 vào ngày 15 tháng 11 năm 2016, tại tư gia ở Hilton Head, South Carolina.

## Danh sách đĩa nhạc
- 1957: Back Country Suite (Prestige)
- 1957: Local Color (Prestige)
- 1958: Young Man Mose (Prestige)
- 1958: Ramblin' with Mose (Prestige)
- 1958: Creek Bank (Prestige)
- 1959: Autumn Song (Prestige)
- 1959: Transfiguration of Hiram Brown (Columbia)
- 1960: I Love the Life I Live (Columbia)
- 1961: Takes to the Hills (Epic) (tái phát hành năm 1966 dưới tên V-8 Ford Blues)
- 1962: I Don't Worry About a Thing (Atlantic)
- 1962: Swingin' Machine (Atlantic)
- 1963: Mose Allison Sings (Prestige)
- 1964: The Word from Mose (Atlantic)
- 1965: Wild Man on the Loose (Atlantic)
- 1965: Mose Alive! (Atlantic)
- 1968: I've Been Doin' Some Thinkin' (Atlantic)
- 1969: Hello There, Universe (Atlantic)
- 1971: Western Man (Atlantic)
- 1972: Mose in Your Ear (Atlantic)
- 1976: Your Mind Is on Vacation (Atlantic)
- 1978: Pure Mose (32 Jazz), live recordings
- 1982: Middle Class White Boy (Discovery)
- 1982: Lessons in Living [live] (Elektra)
- 1987: Ever Since the World Ended (Blue Note)
- 1989: My Backyard (Blue Note)
- 1993: The Earth Wants You [live] (Blue Note)
- 1996: Tell Me Something: The Songs of Mose Allison (Verve), với Van Morrison, Georgie Fame và Ben Sidran
- 1997: Gimcracks and Gewgaws (Blue Note)
- 2001: The Mose Chronicles: Live in London, vol. 1 (Blue Note)
- 2002: The Mose Chronicles: Live in London, vol. 2 (Blue Note)
- 2010: The Way of the World (ANTI-)
- 2015: "Mose Allison American Legend Live in California" (IBis Recordings)

### Tổng hợp
- 1963: Mose Allison Sings (Prestige 7279)
- 1965: Down Home Piano (Prestige 7423)
- 1965: Mose Allison Plays for Lovers (Prestige 7446)
- 1970: The Best of Mose Allison (Atlantic; tái phát hành CD với 7 bài hát bổ sung năm 1988)
- 1972(?): Retrospective (Columbia)
- 1979: Ol' Devil Mose [compilation] (Prestige 24089)
- 1994: Allison Wonderland Anthology (Rhino)

### Hợp tác
Với Al Cohn
- The Al Cohn Quintet Featuring Bobby Brookmeyer (Coral, 1956), với Bob Brookmeyer
- Al and Zoot (Coral, 1957), the Al Cohn Quintet, với Zoot Sims
- Jazz Alive! A Night at the Half Note (United Artists, 1959), với Zoot Sims và Phil Woods

Với Stan Getz
- The Soft Swing (Verve, 1957)